# Taccuino notturno
Taccuino notturno è un radiodramma scritto da Alberto Perrini nel 1949 e trasmesso per la prima volta da Radio Azzurra la sera del 30 aprile 1949 nella interpretazione della Compagnia di Prosa di Radio Roma, con la partecipazione di Stefano Sibaldi, per la regia di Guglielmo Morandi.
Ingmar Bergman ne ha diretto una versione in lingua svedese, l'8 gennaio 1952 per la Swedish Public Radio, intitolata Nattens skuldbörda (trad. di Karin de Laval).

## Trama
Un ignoto personaggio ha con sé un taccuino nel quale sono appuntati i debiti del protagonista; dai biglietti del tram non pagati ai regali accettati ma non meritati. Debiti, irrilevanti, ma che riescono a mettere in evidenza mancanze più gravi di cui la frenetica società non può prendere atto e condannare.